# (1763) Williams
(1763) Williams es un asteroide que forma parte del cinturón de asteroides y fue descubierto por el equipo del Indiana Asteroid Program de la universidad de Indiana desde el observatorio Goethe Link de Brooklyn, Estados Unidos, el 13 de octubre de 1953.

## Designación y nombre
Williams se designó inicialmente como 1953 TN2.
Posteriormente fue nombrado en honor del matemático estadounidense Kenneth P Williams (1887-1958).

## Características orbitales
Williams está situado a una distancia media del Sol de 2,189 ua, pudiendo alejarse hasta 2,636 ua y acercarse hasta 1,741 ua. Su excentricidad es 0,2044 y la inclinación orbital 4,24°. Emplea 1183 días en completar una órbita alrededor del Sol.